# Thad Luckinbill
Thad Luckinbill (Enid, Oklahoma, 24 de Abril de 1975) é um ator estadunidense, mais conhecido por seu trabalho em The Young and the Restless como J.T. Hellstrom.

## Biografia

### Vida pessoal
Luckinbill nasceu na pequena cidade de Enid, no estado do Oklahoma, se interessando desde cedo pela música e aprendendo a tocar guitarra, por influência de sua mãe. Thad possui um irmão gêmeo chamado Trent Luckinbill, que vive em Washington, DC, onde trabalha como advogado. Após se formar no colegial, Thad conseguiu uma bolsa de estudos para o curso de Economia na Universidade de Oklahoma, onde viria a conhecer o cantor Creede Williams.
Em 2003, o ator teve relacionamentos com as atrizes Kaley Cuoco, sua parceira em 8 Simple Rules, e Heidi Mueller, protagonista de Passions. Em 2007, Luckinbill se casou com sua co-estrela de The Young and the Restless, Amelia Heinle, se tornando padrasto de August Weatherly, filho da atriz com o ator Michael Weatherly. Em 2 de Novembro do mesmo ano, o casal recebeu Thaddeus Rowe, o primeiro filho do ator.

### Carreira
Luckinbill estreou na televisão em The Young and the Restless, em 1999, como J.T. Hellstrom, o papel que até hoje marca sua carreira, e pelo qual ele é mais conhecido. Posteriormente, ele participou de vários episódios de outras séries de televisão como Buffy the Vampire Slayer, Providence, Sabrina, the Teenage Witch, Nash Bridges, 8 Simple Rules, Without a Trace, e Nip/Tuck, onde ele apareceu nu.
Além da televisão, o ator também participou de alguns filmes como Just Married, ao lado de Ashton Kutcher e Brittany Murphy, Sleepover, com Sara Paxton, e Grampa's Cabin, onde atuou como dublador do personagem Jake. Ele também ficou conhecido por participar do videoclipe de Don't Tell Me, como o cowboy que é jogado de seu cavalo ao final da música.

## Filmografia

### Televisão
- 2010 aparição no episódio Blood Moon da 11ª temporada de C.S.I. como Michael Wilson
- 2010 e 2011 Nikita como Nathan
- 2008 The Young and the Restless como J.T. Hellstrom
- 2008 Without a Trace como Tim Collier
- 2006 Nip/Tuck como Mitchell Skinner
- 2006 CSI: Crime Scene Investigation como Timothy Johnson
- 2003 8 Simple Rules como Donny Doyle
- 2002 Buffy the Vampire Slayer como R.J. Brooks
- 2002 JAG como Oficial Moritz
- 2002 Providence como Jack Finch
- 2002 The Division como Josh Costa
- 2001 Nash Bridges como Bobby Bridges
- 2001 Sabrina, the Teenage Witch como Sean Hexton
- 1999 Undressed como Kyle

### Cinema
- 2017 Only the Brave como Scott Norris
- 2009 Once Fallen como August
- 2007 Grampa's Cabin como Jake
- 2007 Protect and Serve como Tim Cook
- 2006 The Shadow Effect como Steve Sexly
- 2005 5 Stages of Grief como Manuel
- 2004 Sleepover como Todd
- 2003 Just Married como Willie McNerney